# Хан, Фазлур Рахман
Фазлур Рахман Хан (бенг. ফজলুর রহমান খান, Fozlur Rôhman Khan, англ. Fazlur Khan; 3 апреля 1929 — 27 марта 1982) — американский инженер-строитель и архитектор, автор проектов чикагских небоскрёбов Уиллис-тауэр и John Hancock Center. Уроженец Бангладеш, работавший на архитектурную фирму Skidmore, Owings and Merrill, стал в 1960-е годы наиболее влиятельным специалистом в проектировании конструкций высотных зданий.

## Биография
Фазлур Хан родился в Дакке, на территории тогдашнего Бенгальского президентства (современный Бангладеш). Обучался в университетах Калькутты и Дакки. Окончив университет Дакки в 1951, выиграл премию Фулбрайта для талантливых студентов из колоний, которая позволила ему продолжить образование в США (Иллинойсский университет в Урбане-Шампейне). В течение трёх лет Фазлур Хан получил три диплома — магистра и доктора структурного проектирования и магистра теоретической механики. В 1955 начал работать в Skidmore, Owings and Merrill и с тех пор жил в Чикаго. Пройдя все ступени, к 1970 он стал полным партнёром фирмы (и оставался единственным партнёром «из инженеров»). За это время он разработал и впервые реализовал типовые схемы несущих конструкций, ставшие стандартами в высотном строительстве — «несущая труба», «труба в трубе», «труба с наклонными брусьями» и т. п. Благодаря Хану, появилась возможность строить высотные дома сложных форм — пирамиды, неправильные призмы и т.п. (ранее выбор форм был ограничен прямоугольными призмами).
Фазлур Хан лично спроектировал десятки зданий, в том числе:
- 1964 — DeWitt-Chestnut Apartments, Чикаго. Это 43-этажный жилой дом из монолитного железобетона — первый пример конструкции «несущей трубы», в которой несущие колонны располагаются только по периметру здания.[2]
- 1966—1969 — John Hancock Center, Чикаго. В основе проекта — предложение Микио Сасаки, в те годы ещё студента. Первое в мире высотное здание — усечённая пирамида с диагональными брусьями; на момент постройки — второе по высоте здание в мире.[3]
- 1970—1971 — One Shell Plaza в Хьюстоне (мировая штаб-квартира Shell). На момент постройки — самое высокое железобетонное здание в мире (218 метров) и первый образец «трубы в трубе». Переменный шаг колонн «несущей трубы» производит впечатление волн, бегущих по стене.[4]
- 1970—1973 — Уиллис-тауэр, Чикаго, — на тот момент и до 1998 — самое высокое здание в мире (главный архитектор Брюс Грэм)
- 1981 — Терминал Хаджа в аэропорту короля Абдул-Азиза, Джидда (премия Ага-хана за 1983 год, посмертно)[5]. В основе здания — 10 одинаковых модулей c 45-метровыми фасадами, объединённые торговым пассажем. На момент постройки шатровая крыша главного здания, рассчитанного на суточный поток до 80,000 пассажиров, была самой большой в мире (площадь крыши — 40,5 га).

Лауреат многих профессиональных премий — при жизни и посмертно, «Строитель 1972 года» по версии Engineering News-Record. Именем Фазлур Хана названа площадь в Чикаго, примыкающая к Sears Tower, а в самой башне в 1987 установлена его статуя.
Умер 27 марта 1982 года, не дожив 6 дней до 53-летия. Похоронен в Чикаго, на кладбище Грейсленд.